# Historisches Museum di Berna
L'Historisches Museum di Berna è il secondo più grande museo storico della Svizzera.
L'edificio venne costruito nel 1894 da André Lambert e doveva essere il Museo Nazionale Svizzero, che poi venne invece collocato a Zurigo. È incluso nella lista di siti di rilevanza nazionale.
Il museo contiene reperti sulla storia di Berna e del suo territorio dalla preistoria al presente, ed ospita anche alcune esposizioni permanenti sull'Asia e sull'Egitto. Dal 2005 si è aggiunto anche una sezione su Albert Einstein e la sua vita (Einstein Museum), con numerosi reperti del suo soggiorno a Berna.